# 普拉克明
普拉克明（英語：Plaquemine）是美国路易斯安那州下属的一座城市。根据2010年美国人口普查，该市有人口7,119人。建置上，属于“city”。